# Сырецкий концентрационный лагерь
Сырецкий концентрационный лагерь — концентрационный лагерь, созданный в июне 1942 года на северо-западе Киева в районе Сырец немецкими оккупационными властями, в нескольких сотнях метров от урочища Бабий Яр. Комендантом лагеря был назначен штурмбаннфюрер СС Пауль Радомски.

## Деятельность лагеря
Лагерь был создан для врагов национал-социалистического режима, преимущественно евреев, а также коммунистов, комсомольцев, подпольщиков и военнопленных. Заключённые жили в землянках, большинство из них были истощены, многие умирали от голода. Комендант лагеря Радомски за малейшие проступки назначал расстрел или жестокие истязания, в том числе избиение кнутом.
24 февраля 1943 года в Сырецком концентрационном лагере были расстреляны некоторые футболисты киевского «Динамо», участвовавших в 1942 году в «матче смерти» — Николай Трусевич, Иван Кузьменко, Алексей Клименко, Николай Коротких.
В рамках Sonderaktion 1005 в августе—сентябре 1943 года заключённые лагеря должны были выкапывать тела убитых людей в близлежащем Бабьем Яру и сжигать в печах. Вооружившись некоторыми найденными предметами, узники подняли восстание против охранников и сумели на время одолеть их. 15 человек смогло бежать, один из них по имени Владимир Давидов позже выступил в качестве свидетеля на Нюрнбергском процессе. После того, как немцы вновь установили контроль над лагерем, все оставшиеся в нём узники были казнены. Общее количество погибших в Сырецком концентрационном лагере за годы его существования оценивается в 25 тысяч человек.
После освобождения Киева Красной армией 6 ноября 1943 года лагерь использовался для содержания немецких военнопленных и работал до 1946 года. Позже все постройки были снесены, и на части территории лагеря был построен жилой комплекс и разбит парк. Другая часть ареала после сооружения дамбы была наполнена промышленными отходами. В 1961 году они прорвали дамбу и привели к многочисленным жертвам. Это событие вошло в историю под именем Куренёвская трагедия.

## Сопротивление
В мае 1943 года в лагере смерти создали подпольную группу занятую организацией побега. Из-за очень хорошей конспиративной работы группа существовала довольно долгое время и смогла провести большую подготовительную работу к побегу. Организатор и глава группы был Аркадий Иванов (впоследствии был предан провокатором Боярским и расстрелян). Группа включала около 25-30 человек. Среди них:
1. Аркадий Иванов (погиб)
2. Иван Талалаевский (погиб)
3. Сергей Бестужев (погиб)
4. Даниил И. Будник
5. Владимир Юрьевич Давыдов
6. Г. Зильбершмидт (Бажанов) (погиб)
7. Захар Абрамович Трубаков
8. Леонид Долинер
9. Яков Абрамович Капер
10. Леонид Кадомский (погиб)
11. Владимир Ицкович Котляр[3]
12. Филипп Вилкис
13. Владимир Кукля
14. Леонид Островский
15. Яков Стеюк
16. Константин Бродский
17. Леонид Хараш

## Память
На входе в Сырецкий парк стоит памятник узникам Сырецкого концлагеря работы скульптора А. Левича, архитектора Ю. Паскевича, и конструктора Б. Гиллера, открытый в 1991 году. Несмотря на то, что на памятнике написано «На этом месте во время немецко-фашистской оккупации за решеткой Сырецкого концлагеря замучены десятки тысяч советских патриотов», сам памятник расположен не там, где ранее был концлагерь. Концлагерь был за пределами Сырецкого парка там, где ныне построили жилой комплекс «Golden Park» (улица Парково-Сырецкая, 4Б).